# Kiskutas
Kiskutas − wieś i jednocześnie gmina na Węgrzech, w Komitacie Zala, w powiecie Zalaegerszeg.

## Położenie
Miejscowość leży 8 km na północny zachód od Zalaegerszegu. Główną ulicą przebiega droga nr 7404 ze stolicy komitatu w kierunku Andrásfa. 

## Historia
Nazwa wsi została po raz pierwszy wymieniona w patencie króla Andrzeja II z 1211 r. dotyczącym przebiegu granicy na królewskiej ziemi zamkowej zwanej Gébárt, podarowanej Fábiánowi i Vince'owi, która od zachodu i północy graniczyła z ich rodzinnymi posiadłościami zwanym Kutas i Lovászi. Fábián miał trzech synów: Krejnika, Androcinusa, i Máté, którzy w 1264 r. podzielili swoje majątki położone na obszarze Kutasa, Aracsa i Lovászi. W 1364 r. członkowie rodziny Kutasi: syn Kálóza – Pál, jego synowie János i Kálóz dokonali ugody w związku z majątkiem w Kutasu. 
W 1371 r. mistrz Ákos i jego synowie zostali określeni nazwiskiem Kutasi. Syn Ákosa, János w testamencie z 1386 r. zostawił połowę Kutasa swojej żonie, a drugą połowę swojej siostrzenicy Sarze, wdowie po Mikcsu. W tym okresie po raz pierwszy wzmiankowano pod nazwą Nagykutas, leżącą w granicach posiadłości Sary, wdowy po Mikcsu, część Kutasa. Tymczasem w 1412 r. w drugiej części Kutasa biskup Éberhárd miał 11 poddanych. Ta część Kutasa, dzisiejszy Kiskutas i Kálócfa, zgodnie z testamentem z 1386 r. po śmierci László Kutasiego należała do wdowy po nim. Od tego czasu Nagykutas i Kiskutas były wymieniane osobno. W dokumencie z 1439 r. Kiskutas występuje w formie Kyskuthus.

## Co warto zobaczyć
- Barokowy dwór
- kaplica rzymskokatolicka[2]